# Payrin-Augmontel
Payrin-Augmontel – miejscowość i gmina we Francji, w regionie Oksytania, w departamencie Tarn.
Według danych na rok 1990 gminę zamieszkiwało 2028 osób, a gęstość zaludnienia wynosiła 158 osób/km² (wśród 3020 gmin regionu Midi-Pireneje Payrin-Augmontel plasuje się na 175. miejscu pod względem liczby ludności, natomiast pod względem powierzchni na miejscu 896.).